# 大村共立病院
大村共立病院（おおむらきょうりつびょういん）は、医療法人カメリアが開設している長崎県大村市にある精神科病院。児童思春期精神科医療に力を入れており、民間病院で唯一、全国児童青年精神科医療施設協議会に加盟している。

## 歴史
- 1966年（昭和41年）2月21日 - 開院。
- 1998年（平成10年）9月8日 - 医療法人カメリアを設立し、個人病院から同法人による経営に移行。
- 2001年（平成13年）2月1日 - サテライト診療所「大村こころと歯の診療所」（心療内科・歯科）を大村市富の原2丁目に開設。
- 2001年（平成13年）3月26日 - 本館（鉄筋コンクリート4階建て）改築竣工。ガーデンテラス設置など、開放的な病院建築を志向。
- 2001年（平成13年） - 長崎県内の精神科病院で初となる歯科往診車を導入。
- 2002年（平成14年）1月14日 - アネックス（分館）増築竣工。児童思春期病棟を設置。
- 2006年（平成18年）6月1日 - 大村こころと歯の診療所を改組、心療内科を本院に統合し歯科と小児科併設のカメリアクリニックとする。

## 診療科目
- 精神科
- 心療内科
- 児童精神科
- 内科

## 関連施設
- 精神科デイケア施設「こころのリハビリテーションセンター」
- 大村椿の森学園
- カメリアクリニック（旧大村こころと歯の診療所）
- グループホーム「チャレンジハウス」

## 所在地とアクセス
- 大村市上諏訪町1095番地
- 長崎自動車道大村インターチェンジより車で約5分。
- JR大村線大村駅から車で約10分。